# صربیکا
صربیکا (به صربی: Србица) شهری در منطقه کوسوفسکا متروویسا کشور کوزوو است که در سرشماری سال ۲۰۱۱ میلادی، ۵۱٬۳۱۷ نفر جمعیت داشته‌است.